# 10.ª etapa de la Vuelta a España 2024
La 10.ª etapa de la Vuelta a España 2024 tuvo lugar el 27 de agosto de 2024 y consistió en una etapa de media montaña con inicio en el municipio de Puenteareas y final en Bayona sobre un recorrido de 160 km. Esta fue ganada por el belga Wout van Aert del Team Visma-Lease a Bike, el australiano Ben O'Connor del Decathlon AG2R La Mondiale Team consiguió mantener el liderato.

## Clasificación de la etapa[2]
| Puenteareas - Bayona | etapa de montaña | (160 km) |

| \| Clasificación de la etapa \| Clasificación de la etapa \| Clasificación de la etapa \| Clasificación de la etapa \| Clasificación de la etapa \| \| Ciclista \| Ciclista \| Equipo \| Tiempo \| \| \| ------------------------- \| ------------------------- \| -------------------------- \| ------------------------- \| ------------------------- \| \| 1.º \| Wout van Aert \| Team Visma \\| Lease a Bike \| 3 h 50 min 47 s \| \| \| 2.º \| Quentin Pacher \| Groupama-FDJ \| + 3 s \| \| \| 3.º \| Marc Soler \| UAE Team Emirates \| + 2 min 01 s \| \| \| 4.º \| William Junior Lecerf \| Soudal Quick-Step \| + 2 min 01 s \| \| \| 5.º \| Juri Hollmann \| Alpecin-Deceuninck \| + 2 min 01 s \| \| \| 6.º \| Txomin Juaristi \| Euskaltel-Euskadi \| + 5 min 13 s \| \| \| 7.º \| Jhonatan Narváez \| Ineos Grenadiers \| + 5 min 31 s \| \| \| 8.º \| Stefan Küng \| Groupama-FDJ \| + 5 min 31 s \| \| \| 9.º \| George Bennett \| Israel-Premier Tech \| + 5 min 31 s \| \| \| 10.º \| Harold Tejada \| Astana Qazaqstan Team \| + 5 min 31 s \| \| |                       |                            |                 |
| |                       |                            |                 |
| Fuente: ProCyclingStats |                       |                            |                 |
| Clasificación de la etapa |                       |                            |                 |
| Ciclista | Ciclista              | Equipo                     | Tiempo          |
| 1.º | Wout van Aert         | Team Visma \| Lease a Bike | 3 h 50 min 47 s |
| 2.º | Quentin Pacher        | Groupama-FDJ               | + 3 s           |
| 3.º | Marc Soler            | UAE Team Emirates          | + 2 min 01 s    |
| 4.º | William Junior Lecerf | Soudal Quick-Step          | + 2 min 01 s    |
| 5.º | Juri Hollmann         | Alpecin-Deceuninck         | + 2 min 01 s    |
| 6.º | Txomin Juaristi       | Euskaltel-Euskadi          | + 5 min 13 s    |
| 7.º | Jhonatan Narváez      | Ineos Grenadiers           | + 5 min 31 s    |
| 8.º | Stefan Küng           | Groupama-FDJ               | + 5 min 31 s    |
| 9.º | George Bennett        | Israel-Premier Tech        | + 5 min 31 s    |
| 10.º | Harold Tejada         | Astana Qazaqstan Team      | + 5 min 31 s    |

## Clasificaciones al final de la etapa

### Clasificación general[3]
| \| Clasificación general \| Clasificación general \| Clasificación general \| Clasificación general \| Clasificación general \| \| Ciclista \| Ciclista \| Equipo \| Tiempo \| \| \| --------------------- \| --------------------- \| -------------------------- \| --------------------- \| --------------------- \| \| 1.º \| Ben O'Connor \| Decathlon-AG2R La Mondiale \| 40 h 05 min 54 s \| \| \| 2.º \| Primož Roglič \| Red Bull-Bora-Hansgrohe \| + 3 min 53 s \| \| \| 3.º \| Richard Carapaz \| EF Education-EasyPost \| + 4 min 32 s \| \| \| 4.º \| Enric Mas \| Movistar Team \| + 4 min 35 s \| \| \| 5.º \| Mikel Landa \| Soudal Quick-Step \| + 5 min 17 s \| \| \| 6.º \| Florian Lipowitz \| Red Bull-Bora-Hansgrohe \| + 5 min 29 s \| \| \| 7.º \| Adam Yates \| UAE Team Emirates \| + 5 min 30 s \| \| \| 8.º \| Felix Gall \| Decathlon-AG2R La Mondiale \| + 5 min 30 s \| \| \| 9.º \| Carlos Rodríguez \| Ineos Grenadiers \| + 6 min 00 s \| \| \| 10.º \| David Gaudu \| Groupama-FDJ \| + 6 min 32 s \| \| |                  |                            |                  |
| |                  |                            |                  |
| Fuente: ProCyclingStats |                  |                            |                  |
| Clasificación general |                  |                            |                  |
| Ciclista | Ciclista         | Equipo                     | Tiempo           |
| 1.º | Ben O'Connor     | Decathlon-AG2R La Mondiale | 40 h 05 min 54 s |
| 2.º | Primož Roglič    | Red Bull-Bora-Hansgrohe    | + 3 min 53 s     |
| 3.º | Richard Carapaz  | EF Education-EasyPost      | + 4 min 32 s     |
| 4.º | Enric Mas        | Movistar Team              | + 4 min 35 s     |
| 5.º | Mikel Landa      | Soudal Quick-Step          | + 5 min 17 s     |
| 6.º | Florian Lipowitz | Red Bull-Bora-Hansgrohe    | + 5 min 29 s     |
| 7.º | Adam Yates       | UAE Team Emirates          | + 5 min 30 s     |
| 8.º | Felix Gall       | Decathlon-AG2R La Mondiale | + 5 min 30 s     |
| 9.º | Carlos Rodríguez | Ineos Grenadiers           | + 6 min 00 s     |
| 10.º | David Gaudu      | Groupama-FDJ               | + 6 min 32 s     |

### Clasificación por puntos[4]
| Clasificación por puntos | Clasificación por puntos | Clasificación por puntos   | Clasificación por puntos | Clasificación por puntos |
| Ciclista                 | Ciclista                 | Equipo                     | Puntos                   |                          |
| ------------------------ | ------------------------ | -------------------------- | ------------------------ | ------------------------ |
| 1.º                      | Wout van Aert            | Team Visma \| Lease a Bike | 243 pts                  |                          |
| 2.º                      | Kaden Groves             | Alpecin-Deceuninck         | 162 pts                  |                          |
| 3.º                      | Pavel Bittner            | Team dsm-firmenich PostNL  | 81 pts                   |                          |
| 4.º                      | Primož Roglič            | Red Bull-Bora-Hansgrohe    | 66 pts                   |                          |
| 5.º                      | Ben O'Connor             | Decathlon-AG2R La Mondiale | 65 pts                   |                          |
| 6.º                      | Stefan Küng              | Groupama-FDJ               | 59 pts                   |                          |
| 7.º                      | Mathias Vacek            | Lidl-Trek                  | 57 pts                   |                          |
| 8.º                      | Harold Tejada            | Astana Qazaqstan Team      | 52 pts                   |                          |
| 9.º                      | Quentin Pacher           | Groupama-FDJ               | 49 pts                   |                          |
| 10.º                     | Corbin Strong            | Israel-Premier Tech        | 49 pts                   |                          |

### Clasificación de la montaña[5]
| Clasificación de la montaña | Clasificación de la montaña | Clasificación de la montaña | Clasificación de la montaña | Clasificación de la montaña |
| Ciclista                    | Ciclista                    | Equipo                      | Puntos                      |                             |
| --------------------------- | --------------------------- | --------------------------- | --------------------------- | --------------------------- |
| 1.º                         | Adam Yates                  | UAE Team Emirates           | 22 pts                      |                             |
| 2.º                         | Wout van Aert               | Team Visma \| Lease a Bike  | 22 pts                      |                             |
| 3.º                         | Primož Roglič               | Red Bull-Bora-Hansgrohe     | 18 pts                      |                             |
| 4.º                         | David Gaudu                 | Groupama-FDJ                | 18 pts                      |                             |
| 5.º                         | Jay Vine                    | UAE Team Emirates           | 17 pts                      |                             |
| 6.º                         | Sylvain Moniquet            | Lotto Dstny                 | 16 pts                      |                             |
| 7.º                         | Marc Soler                  | UAE Team Emirates           | 12 pts                      |                             |
| 8.º                         | Filippo Zana                | Team Jayco AlUla            | 11 pts                      |                             |
| 9.º                         | Pelayo Sánchez              | Movistar Team               | 10 pts                      |                             |
| 10.º                        | William Junior Lecerf       | Soudal Quick-Step           | 10 pts                      |                             |

### Clasificación de los jóvenes[6]
| Clasificación del mejor joven | Clasificación del mejor joven | Clasificación del mejor joven | Clasificación del mejor joven | Clasificación del mejor joven |
| Ciclista                      | Ciclista                      | Equipo                        | Tiempo                        |                               |
| ----------------------------- | ----------------------------- | ----------------------------- | ----------------------------- | ----------------------------- |
| 1.º                           | Florian Lipowitz              | Red Bull-Bora-Hansgrohe       | 40 h 11 min 23 s              |                               |
| 2.º                           | Carlos Rodríguez              | Ineos Grenadiers              | + 31 s                        |                               |
| 3.º                           | Mattias Skjelmose             | Lidl-Trek                     | + 1 min 49 s                  |                               |
| 4.º                           | Lennert Van Eetvelt           | Lotto Dstny                   | + 3 min 26 s                  |                               |
| 5.º                           | Isaac Del Toro                | UAE Team Emirates             | + 33 min 17 s                 |                               |
| 6.º                           | Matthew Riccitello            | Israel-Premier Tech           | + 36 min 30 s                 |                               |
| 7.º                           | Giovanni Aleotti              | Red Bull-Bora-Hansgrohe       | + 43 min 23 s                 |                               |
| 8.º                           | Mauri Vansevenant             | Soudal Quick-Step             | + 44 min 21 s                 |                               |
| 9.º                           | Max Poole                     | Team dsm-firmenich PostNL     | + 45 min 48 s                 |                               |
| 10.º                          | William Junior Lecerf         | Soudal Quick-Step             | + 51 min 28 s                 |                               |

### Clasificación por equipos[7]
| Clasificación por equipos | Clasificación por equipos  | Clasificación por equipos | Clasificación por equipos |
| Equipo                    | Equipo                     | Tiempo                    |                           |
| ------------------------- | -------------------------- | ------------------------- | ------------------------- |
| 1.º                       | UAE Team Emirates          | 120 h 28 min 40 s         |                           |
| 2.º                       | Decathlon-AG2R La Mondiale | + 8 min 44 s              |                           |
| 3.º                       | Red Bull-Bora-Hansgrohe    | + 9 min 40 s              |                           |
| 4.º                       | Groupama-FDJ               | + 28 min 03 s             |                           |
| 5.º                       | Israel-Premier Tech        | + 46 min 19 s             |                           |
| 6.º                       | Team Visma \| Lease a Bike | + 46 min 51 s             |                           |
| 7.º                       | Ineos Grenadiers           | + 49 min 38 s             |                           |
| 8.º                       | Movistar Team              | + 52 min 51 s             |                           |
| 9.º                       | Soudal Quick-Step          | + 58 min 37 s             |                           |
| 10.º                      | Lidl-Trek                  | + 1 h 01 min 31 s         |                           |

## Abandonos
- Harold Martín López (Astana Qazaqstan Team) no tomó la salida.
- Kobe Goossens (Intermarché-Wanty) no tomó la salida.
- Laurens De Plus (INEOS Grenadiers) no tomó la salida.
- Giulio Ciccone (Lidl-Trek) no terminó la etapa.